# Ivan Hudec
Ivan Hudec (10. července 1947 Nitra, Československo – 7. února 2022 Bratislava) byl slovenský politik, spisovatel, dramatik a autor literatury pro děti a mládež.

## Životopis
Vystudoval medicínu a v době studií byl spoluzakladatelem studentského
divadélka malých jevištních forem – Divadla u Rolanda, kde působil jako autor, režisér, herec a organizátor. Po ukončení studia pracoval jako lékař v Žilině, Bratislavě a v Čadci, později pracoval opět v Bratislavě jako náměstek ředitele Státního sanatoria.
Po roce 1989 se začal věnovat politice. Ve volbách roku 1990 byl zvolen za KSS, respektive za KSČS (později transformována na pak SDĽ), do Slovenské národní rady. V roce 1992 kandidoval do parlamentu, od roku 1994 byl jeho poslancem, a v letech 1994–1998 působil jako ministr kultury Slovenské republiky.

## Tvorba
Psal zejména romány a povídky, ve kterých se věnoval manželským problémům, historii Slovenska anebo se vracel do lékařského prostředí, ze kterého měl mnoho vlastních zkušeností. Kromě této literatury psal i grotesky a mysteriózní povídky. Věnoval se také psaní divadelních her.

## Dílo
- Seznam děl v Souborném katalogu ČR, jejichž autorem nebo tématem je Ivan Hudec

### Tvorba pro dospělé
- 1979 – Hriešne lásky osamotených mužov, novela
- 1981 – Ako chutí zakázané ovocie, román
- 1981 – Bozk uličníka, sbírka povídek
- 1985 – Pangharty, historický román z Kysúc
- 1985 – Čierne diery, románová novela
- 1987 – Záhadný úsmev štrbavého anjela, kniha povídek
- 1988 – Život v zátvorke, vyšlo jen v maďarštině
- 1989 – Experiment „láska“, novela
- 1989 – Erotické poviedky
- 1990 – Praotec Samo, historizující groteska
- 1992 – Biela pani, mrtvy pán, sbírka historických a mysteriózních povídek (spoluautor Peter Jaroš)
- 1994 – Slovensko, vlasť moja

### Tvorba pro děti
- 1994 – Báje a mýty starých Slovanov

### Dramata
- 1974 – Ostrovy, divadelní hra pro studentské Divadlo U Rolanda (spoluautor Peter Belan)
- 1986 – Knieža, dramatický triptych, I. díl (spoluautor Peter Valo)
- 1987 – Historické hry
- 1988 – Bratia, dramatický triptych, II. díl (spoluautor Peter Valo)
- 1989 – Veľká Morava
- 1990 – Kráľ Svätopluk, dramatický triptych, III. díl (spoluautor Peter Valo)